# VfLオスナブリュック
VfLオスナブリュック（Verein für Leibesübungen von 1899 e.V. Osnabrück）は、ドイツ・ニーダーザクセン州のオスナブリュックを本拠地とするサッカークラブ。2024-25シーズンは3. リーガ所属。1933年に開場したシュタディオン・ブレーマー・ブリュッケを本拠地としている。

## 歴史
1899年に「FC1899オスナブリュック」の名称で設立され、1905年に同地区で活動していたオスナブリュッカーBVと合併。1924年にはライバルであったシュピール・ウント・シュポルト・オスナブリュック（SuS Osnabrück）を吸収合併し、現在のクラブ名である「VfLオスナブリュック」へと改名した。ところが翌年、クラブの内部分裂をきっかけにVfLから離脱する形で「SCラピード・オスナブリュック」という新クラブが発足。この新クラブはかつてのオスナブリュッカーBVのチームカラーであった「リラ＝ヴァイセン（紫と白）」をユニフォームに採用した。分裂後のVfLとラピードはしばらく敵対関係にあったが、1938年に再合併。リラ＝ヴァイセンのユニフォームは合併後のVfLに引き継がれ、1933年にラピードの本拠地としてオープンしたシュタディオン・ブレーマー・ブリュッケもVfLが引き継ぐこととなった。
1963年にスタートしたブンデスリーガの初年度の16チームにエントリーしたものの、前年（1962-63シーズン）のオーバーリーガノルトでの7位という順位の影響もあって落選。下位リーグであるレギオナルリーガ・ノルトに配属された。レギオナルリーガ・ノルトでは、1969年からリーグ3連覇を達成。72年と73年も2シーズン連続で2位という好成績を収め、5シーズン連続でブンデスリーガ昇格へのプレイオフ・ラウンドに進出するも、昇格は叶わなかった。1973-74シーズンはレギオナルリーガ・ノルト3位という成績で1974年に新たに発足したブンデスリーガ2部に編入となった。以降、1シーズンを除いて約20年間に渡り2部に在籍したが、1993年に下部リーグに降格した。2000年、2003年、2007年、2010年、2019年、2023年と度々ブンデスリーガ2部に昇格するも、いずれも1年ないし2年で降格している。

## タイトル

### 国内タイトル
- 3. リーガ：2回
  - 2009-10
  - 2018-19

### 国際タイトル
- なし

## 過去の成績
| シーズン | ディビジョン      | ディビジョン | ディビジョン | ディビジョン | ディビジョン | ディビジョン | ディビジョン | ディビジョン | ディビジョン | DFBポカール  |
| シーズン | リーグ            | 試           | 勝           | 分           | 敗           | 得           | 失           | 点           | 順位         | DFBポカール  |
| -------- | ----------------- | ------------ | ------------ | ------------ | ------------ | ------------ | ------------ | ------------ | ------------ | ------------ |
| 2007-08  | ブンデスリーガ2部 | 34           | 10           | 10           | 14           | 43           | 54           | 40           | 12位         | 1回戦敗退    |
| 2008-09  | ブンデスリーガ2部 | 34           | 8            | 12           | 14           | 41           | 60           | 36           | 16位         | 1回戦敗退    |
| 2009-10  | ブンデスリーガ3部 | 38           | 20           | 9            | 9            | 55           | 37           | 69           | 1位          | 準々決勝敗退 |
| 2010-11  | ブンデスリーガ2部 | 34           | 8            | 7            | 19           | 40           | 62           | 31           | 16位         | 1回戦敗退    |
| 2011-12  | ブンデスリーガ3部 | 38           | 14           | 13           | 11           | 46           | 35           | 55           | 7位          | 1回戦敗退    |
| 2012-13  | ブンデスリーガ3部 | 38           | 22           | 7            | 9            | 64           | 35           | 73           | 3位          |              |
| 2013-14  | ブンデスリーガ3部 | 38           | 15           | 10           | 13           | 50           | 39           | 55           | 5位          | 2回戦敗退    |
| 2014-15  | ブンデスリーガ3部 | 38           | 14           | 10           | 14           | 49           | 51           | 52           | 11位         |              |
| 2015-16  | ブンデスリーガ3部 | 38           | 14           | 14           | 10           | 46           | 41           | 56           | 5位          | 1回戦敗退    |
| 2016-17  | ブンデスリーガ3部 | 38           | 15           | 9            | 14           | 46           | 43           | 54           | 6位          |              |
| 2017-18  | ブンデスリーガ3部 | 38           | 8            | 13           | 17           | 47           | 67           | 37           | 17位         | 2回戦敗退    |
| 2018-19  | ブンデスリーガ3部 | 38           | 22           | 10           | 6            | 56           | 31           | 76           | 1位          |              |
| 2019-20  | ブンデスリーガ2部 | 34           | 9            | 13           | 12           | 46           | 48           | 40           | 13位         | 1回戦敗退    |
| 2020-21  | ブンデスリーガ2部 | 34           | 9            | 6            | 19           | 35           | 58           | 33           | 16位         | 2回戦敗退    |
| 2021-22  | ブンデスリーガ3部 | 36           | 16           | 10           | 10           | 56           | 48           | 58           | 6位          | 2回戦敗退    |
| 2022-23  | ブンデスリーガ3部 | 38           | 21           | 7            | 10           | 70           | 49           | 70           | 3位          |              |
| 2023-24  | ブンデスリーガ2部 | 34           | 6            | 10           | 18           | 31           | 69           | 28           | 18位         | 1回戦敗退    |

## 歴代監督
- ジョー・エノクス 2011, 2015-2017
- マイク・ヴァルプルギス 2013-2015
- ダニエル・ティウネ 2017-2020
- マルコ・グローテ 2020-2021
- マルクス・フェルトホフ 2021
- ダニエル・シェルニング 2021-22
- トビアス・シュヴァインシュタイガー 2022-23
- ウーヴェ・コシナート 2023-2024
- ピット・ライマース 2024-

## 歴代所属選手
- パトリック・オウォモイエラ 2001-2002
- ケヴィン・カンプル 2011-2012
- アントニー・ジーレ 2015-2017